# Kovio
Kovio est une commune rurale située dans le département de Founzan de la province de Tuy dans la région des Hauts-Bassins au Burkina Faso.

## Géographie
Kovio se trouve à 11 km à l'ouest de Founzan (et de la route nationale 12).

## Santé et éducation
Kovio accueille un centre de santé et de promotion sociale (CSPS).